# Gora Petrova
Gora Petrova (englische Transkription von russisch Гора Петрова Gora Petrowa) ist ein Nunatak im westantarktischen Queen Elizabeth Land. Er ragt in der Neptune Range der Pensacola Mountains auf.
Russische Wissenschaftler benannten ihn. Der Namensgeber ist nicht überliefert.